# Сартори, Карло
Ка́рло Доме́нико Сарто́ри (итал. Carlo Domenico Sartori; 10 февраля 1948, Кадерцоне) — итальянский футболист, полузащитник.

## Биография
Карло родился в Кадерцоне, Италия, но ещё в детском возрасте вместе с семьёй переехал в Манчестер. Он вырос в районе Коллихерст. В 1973 году вернулся в Италию, вступив в ряды сухопутных войск.

## Клубная карьера
Начал играть в футбол за «Манчестер бойз» и «Ланкашир бойз», где его заметили скауты «Манчестер Юнайтед». В июле 1963 года он подписал с командой юношеский контракт, а в феврале 1965 года, после своего 17-го дня рождения, подписал профессиональный контракт с «Манчестер Юнайтед». Дебютировал в основном составе «Юнайтед» 9 октября 1968 года в игре против «Тоттенхэм Хотспур», выйдя на замену получившему травму Фрэнсису Бернсу, и став первым футболистом «Манчестер Юнайтед», не являющимся британцем или ирландцем.
Провёл в «Юнайтед» четыре сезона, выступая вместе с такими игроками как Джордж Бест и Денис Лоу. В общей сложности провёл за клуб 55 матчей и забил 6 голов. В 1973 году вернулся в Италию, став игроком итальянской «Болоньи». Впоследствии выступал за итальянские клубы СПАЛ, «Беневенто», «Лечче», «Римини» и «Тренто». В 1984 году завершил карьеру.